# Etsuko Shihomi
Etsuko Shihomi (志穂美悦子, Shihomi Etsuko), née le 29 octobre 1955 à Okayama, est une actrice japonaise spécialisée dans les films d'arts martiaux.

## Biographie
Ayant rejoint le Japan Action Club, un groupe d'acteurs « martiaux » et de cascadeurs créé par Sonny Chiba, elle tourne dès l'âge de 18 ans un ensemble de films aux côtés de ce dernier, en tant que second rôle ou premier rôle : elle est ainsi l'héroïne de la série Sister Street Fighter et du film Hissatsu onna kenshi.
Elle obtient le prix du meilleur second rôle au festival du film de Yokohama en 1985 pour Rhapsodie de Shanghai de Kinji Fukasaku.
Elle met fin à sa carrière au cinéma après son mariage avec Tsuyoshi Nagabuchi en 1987. Elle publie par la suite des livres d'ikebana.

## Filmographie partielle

### Au cinéma
- 1973 : Karate Kiba (ボディガード 牙, Bodigādo Kiba?) de Ryūichi Takamori (ja)
- 1974 : The Street Fighter (激突! 殺人拳, Gekitotsu! Satsujin ken?) de Shigehiro Ozawa : Nachi Shikenbaru
- 1974 : La Karatigresse aux mains d'acier (女必殺拳, Onna hissatsu ken?) de Kazuhiko Yamaguchi : Li Koryu
- 1974 : The Street Fighter's Last Revenge (逆襲！殺人拳, Gyakushū! Satsujin ken?) de Shigehiro Ozawa : une chinoise
- 1974 : Sister Street Fighter: Hanging by a Thread (女必殺拳 危機一髪, Onna hissatsu: Ken kiki ippatsu?) de Kazuhiko Yamaguchi
- 1974 : Chokugeki! Jigokuhen daigyakuden (直撃地獄拳 大逆転?) de Teruo Ishii
- 1975 : Shaolin Karaté (少林寺拳法, Shōrinji kenpō?) de Norifumi Suzuki
- 1975 : Wakai kizoku-tachi: 13-kaidan no Maki (若い貴族たち 13階段のマキ?) de Makoto Naitō (ja) : Maki, une jeune fille violente
- 1975 : Karei naru tsuiseki (華麗なる追跡?) de Norifumi Suzuki
- 1975 : Super Express 109 (新幹線大爆破, Shinkansen daibakuha?) de Jun'ya Satō
- 1975 : The Return of the Sister Street Fighter (帰って来た女必殺拳, Kaettekita onna hissatsu ken?) de Kazuhiko Yamaguchi
- 1975 : The Defensive Power of Aïkido (激突! 合気道, Gekitotsu! Aikidō?) de Shigehiro Ozawa
- 1976 : Hissatsu onna kenshi (必殺女拳士?) de Yutaka Kohira
- 1976 : Karate Warriors (子連れ殺人拳, Kozure satsujin ken?) de Kazuhiko Yamaguchi
- 1976 : Sister Street Fighter – Fifth Level Fist (女必殺五段拳, Onna hissatsu godan ken?) de Shigehiro Ozawa
- 1976 : Omatsuri yarō: Uogashi no kyōdaibun (お祭り野郎 魚河岸の兄弟分?) de Norifumi Suzuki
- 1977 : Sunsi le formidable karatéka (激殺！邪道拳, Gekisatsu! Jadōken?) de Yukio Noda (ja)
- 1977 : Golgo 13: Assignment Kowloon (ゴルゴ13 九竜の首, Gorugo sātīn kūron no kubi?) de Yukio Noda (ja)
- 1977 : Le Visiteur des prunelles (瞳の中の訪問者, Hitomi no naka no hōmon-sha?) de Nobuhiko Ōbayashi
- 1978 : Le Samouraï et le Shogun (柳生一族の陰謀, Yagyū ichizoku no inbō?) de Kinji Fukasaku
- 1978 : Les Évadés de l'espace (宇宙からのメッセージ, Uchū kara no messēji?) de Kinji Fukasaku : Esméralida
- 1979 : La Dernière Aventure de Kosuke Kindaichi (金田一耕助の冒険, Kindaichi Kosuke no boken?) de Nobuhiko Ōbayashi
- 1980 : Les Tueurs noirs de l'empereur fou (忍者武芸帖 百地三太夫, Ninja bugeicho momochi sandayu?) de Norifumi Suzuki
- 1981 : Gekkō kamen (月光仮面?) de Yukihiro Sawada (ja)
- 1981 : Le Feu de la vengeance (吼えろ鉄拳, Hoero! Tekken?) de Norifumi Suzuki
- 1982 : La Nouvelle de la classe (転校生, Tenkōsei?) de Nobuhiko Ōbayashi : Mitsuko Ono
- 1982 : La Marche de Kamata (蒲田行進曲, Kamata kōshin-kyoku?) de Kinji Fukasaku : une actrice
- 1983 : Iga-no Kabamaru (伊賀野カバ丸?) de Norifumi Suzuki
- 1983 : La Légende des huit samourais (里見八犬伝, Satomi hakken-den?) de Kinji Fukasaku
- 1984 : Kōtarō makaritōru! (コータローまかりとおる!?) de Norifumi Suzuki
- 1984 : Rhapsodie de Shanghai (上海バンスキング, Shanhai bansu kingu?) de Kinji Fukasaku
- 1984 : The Audition (ザ・オーディション, Za ōdishon?) de Taku Shinjō
- 1985 : Nidaime wa kurisuchan (二代目はクリスチャン?) de Kazuyuki Izutsu
- 1986 : L'Affaire du meurtre d'Atami (熱海殺人事件, Atami satsujin jiken?) de Kazuo Takahashi
- 1986 : Cabaret (キャバレー, Kyabarei?) de Haruki Kadokawa
- 1986 : C'est dur d'être un homme : L'Oiseau bleu du bonheur (男はつらいよ 幸福の青い鳥, Otoko wa tsurai yo: Shiawase no aoi tori?) de Yōji Yamada

### À la télévision
- 1980 : Shadow Warriors (服部半蔵 影の軍団, Hattori Hanzō: Kage no gundan?)

## Distinctions

### Récompenses
- 1975 : Elan d'or Award for Newcomer of the Year (en)
- 1985 : prix de la meilleure actrice dans un second rôle au festival du film de Yokohama pour Rhapsodie de Shanghai[2]

### Nomination
- 1985 : prix de la meilleure actrice dans un second rôle pour Rhapsodie de Shanghai, Kōtarō makaritōru! et The Audition aux Japan Academy Prize[3]